# حسين وحيد الخراساني
حسين وحيد الخراساني، (بالفارسية: آیت الله حسین وحید خراسانی) ، هو مرجع ديني شيعي معاصر، ولد في عام 1339 هـ في مدينة مشهد. درس المقدمات ومعظم العلوم في حوزة مشهد العلمية، ثم هاجر إلى العراق، ودرس في حوزة النجف حتى أصبح أحد طلبة أبي القاسم الخوئي البارزين، وحصل على درجة الاجتهاد، ثم عاد إلى مشهد وانشغل بالتدريس وإلقاء المحاضرات، ثم انتقل إلى مدينة قم وانشغل بتدريس الأصول والفقه في حوزة قم العلمية.

## نسبه وولادته
هو محمد حسين بن إسماعيل بن الحاج ملا جواد بن الحاج ملا صالح الخراساني، ولد في 11 من رجب 1339 هـ/ 1921 م في مدينة نيشابور التي تبعد عن مدينة مشهد 120 كيلومتر.

## التدريس
بدأ بتدريس مرحلة البحث الخارج في النجف في الفقه والأصول عام 1379 هـ، ولمدة 12 عاماً، بعد أن كان يدرّس مرحلة السطوح لسنين متتالية، وبعد رجوعه إلى إيران عام 1391 هـ، واصل تدريسه في مدينة مشهد، ثم سافر بعد سنة من ذلك إلى مدينة قم، وهو اليوم يمارس تدرّيس البحوث العالية في الفقه والأصول والتفسير والعقيدة. 

## أساتذته
- الميرزا النائيني.
- أبو الحسن الأصفهاني.
- محمد حسين الأصفهاني.
- آغا ضياء الدين العراقي.
- أبو القاسم الخوئي.
- جمال الدين الگلپایگاني.
- كاظم الشيرازي.
- موسى الخونساري.
- عبد الهادي الشيرازي.
- محسن الحكيم.[2]

## مؤلفاته
من كتبه ومؤلفاته المطبوعة:
- منهاج الصالحين (العبادات والمعاملات).
- مناسك الحج والعمرة.
- نخبة الكلام في معرفة الإمام.
- أسرار الصلاة.
- شرح دعاء عرفة.
- خلاصة الأصول.
- النور الأول الرسول الأعظم

ومن المؤلفات التي لم تطبع بعد: 
- شرح شرائع الإسلام.
- حاشية على الكفاية.
- حاشية على المكاسب.
- حاشية على العروة الوثقى.
- حاشية على وسيلة النجاة.